# GrandAngoulême
Ne doit pas être confondue avec la communauté d'agglomération du Grand Angoulême, qui malgré un nom similaire, la précède avant 2017.
GrandAngoulême est une communauté d'agglomération française, située dans le département de la Charente, dans la région Nouvelle-Aquitaine.
Elle regroupe l'agglomération proprement dite et certaines communes de l'aire urbaine. Créée en 2017, elle remplace la communauté d'agglomération du Grand Angoulême par le passage de seize à trente-huit communes.

## Historique
Elle naît le 1er janvier 2017, de la fusion de la communauté d'agglomération du Grand Angoulême avec les communautés de communes de Braconne et Charente, Charente-Boëme-Charraud et Vallée de l'Échelle.

## Territoire communautaire

### Géographie
Située au centre  du département de la Charente, la communauté d'agglomération de GrandAngoulême regroupe 38 communes et présente une superficie de 643,6 km2.

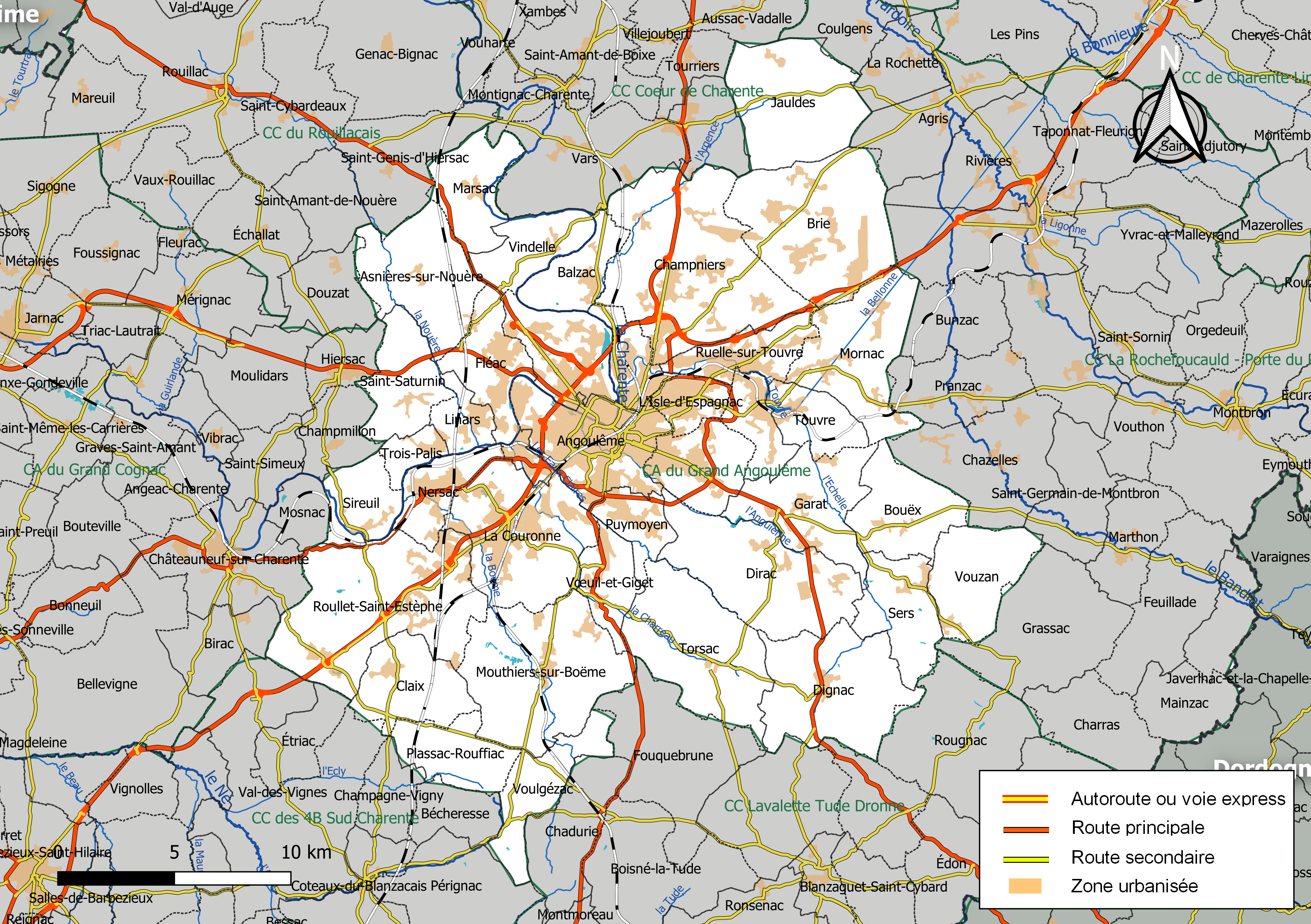
Carte de la communauté d'agglomération du GrandAngoulême au 1er janvier 2019.

### Composition
| \| Angoulême Jauldes Champniers Brie Ruelle-sur-Touvre Gond- · Pontouvre Marsac Asnières-sur-Nouère Vindelle Balzac Fléac Saint-Yrieix · -sur-Charente Saint-Saturnin Linars Saint-Michel Trois-Palis Nersac Sireuil La Couronne Roullet-Saint-Estèphe Claix Mouthiers-sur-Boëme Plassac-Rouffiac Voulgézac Vœuil · -et-Giget Puymoyen Torsac Dirac Dignac Sers Vouzan Bouëx Garat Soyaux Touvre Mornac L'Isle- · d'Espagnac Magnac · -sur- · Touvre16 · Charente 24 · Dordogne ↑ ↗ → ↘ ↓ ↙ ← ↖Rouillac Saint-Jean-d'Angély Niort La Rochelle Mansle Ruffec Poitiers Paris La Rochefoucauld Confolens Châteauroux Montbron Limoges Clermont-Ferrand Villebois-Lavalette Périgueux Toulouse Chalais Libourne Marmande Barbezieux-Saint-Hilaire Blaye Bordeaux Châteauneuf-sur-Charente Cognac Saintes Royan \| Carte du GrandAngoulême. |
| Angoulême Jauldes Champniers Brie Ruelle-sur-Touvre Gond- · Pontouvre Marsac Asnières-sur-Nouère Vindelle Balzac Fléac Saint-Yrieix · -sur-Charente Saint-Saturnin Linars Saint-Michel Trois-Palis Nersac Sireuil La Couronne Roullet-Saint-Estèphe Claix Mouthiers-sur-Boëme Plassac-Rouffiac Voulgézac Vœuil · -et-Giget Puymoyen Torsac Dirac Dignac Sers Vouzan Bouëx Garat Soyaux Touvre Mornac L'Isle- · d'Espagnac Magnac · -sur- · Touvre16 · Charente 24 · Dordogne ↑ ↗ → ↘ ↓ ↙ ← ↖Rouillac Saint-Jean-d'Angély Niort La Rochelle Mansle Ruffec Poitiers Paris La Rochefoucauld Confolens Châteauroux Montbron Limoges Clermont-Ferrand Villebois-Lavalette Périgueux Toulouse Chalais Libourne Marmande Barbezieux-Saint-Hilaire Blaye Bordeaux Châteauneuf-sur-Charente Cognac Saintes Royan                                |

La communauté d'agglomération est composée des 38 communes suivantes :
| Nom                       | Code Insee | Gentilé                                | Superficie (km2) | Population (dernière pop. légale) | Densité (hab./km2) |
| ------------------------- | ---------- | -------------------------------------- | ---------------- | --------------------------------- | ------------------ |
| Angoulême (siège)         | 16015      | Angoumoisins                           | 21,85            | 41 423 (2022)                     | 1 896              |
| Asnières-sur-Nouère       | 16019      | Garobiers                              | 21,17            | 1 278 (2022)                      | 60                 |
| Balzac                    | 16026      | Balzatois                              | 9,64             | 1 401 (2022)                      | 145                |
| Bouëx                     | 16055      | Bouëxois                               | 15,64            | 845 (2022)                        | 54                 |
| Brie                      | 16061      | Briauds                                | 34,05            | 4 157 (2022)                      | 122                |
| Champniers                | 16078      | Camponégriens                          | 45,29            | 5 237 (2022)                      | 116                |
| Claix                     | 16101      | Claixois                               | 14,87            | 1 058 (2022)                      | 71                 |
| La Couronne               | 16113      | Couronnais                             | 28,82            | 7 759 (2022)                      | 269                |
| Dignac                    | 16119      | Dignacois                              | 27,66            | 1 373 (2022)                      | 50                 |
| Dirac                     | 16120      | Diracois                               | 29,29            | 1 509 (2022)                      | 52                 |
| Fléac                     | 16138      | Fléacois                               | 12,6             | 3 856 (2022)                      | 306                |
| Garat                     | 16146      | Garatois                               | 19,44            | 2 111 (2022)                      | 109                |
| Gond-Pontouvre            | 16154      | Gonpontolviens                         | 7,45             | 5 884 (2022)                      | 790                |
| L'Isle-d'Espagnac         | 16166      | Spaniaciens                            | 5,95             | 5 691 (2022)                      | 956                |
| Jauldes                   | 16168      | Jauldois                               | 25,59            | 832 (2022)                        | 33                 |
| Linars                    | 16187      | Linarsais                              | 5,97             | 2 105 (2022)                      | 353                |
| Magnac-sur-Touvre         | 16199      | Magnacois                              | 7,82             | 3 252 (2022)                      | 416                |
| Marsac                    | 16210      | Marsacois                              | 13,34            | 766 (2022)                        | 57                 |
| Mornac                    | 16232      | Mornacois                              | 23,48            | 2 115 (2022)                      | 90                 |
| Mouthiers-sur-Boëme       | 16236      | Monastériens                           | 34,71            | 2 358 (2022)                      | 68                 |
| Nersac                    | 16244      | Nersacais                              | 9,24             | 2 258 (2022)                      | 244                |
| Plassac-Rouffiac          | 16263      |                                        | 11,97            | 379 (2022)                        | 32                 |
| Puymoyen                  | 16271      | Puymoyenais                            | 7,26             | 2 394 (2022)                      | 330                |
| Roullet-Saint-Estèphe     | 16287      | Roullet-Stéphanois                     | 41,5             | 4 334 (2022)                      | 104                |
| Ruelle-sur-Touvre         | 16291      | Ruellois                               | 10,66            | 7 396 (2022)                      | 694                |
| Saint-Michel              | 16341      | Saint-Michaéliens ou Saint-Mickaëliens | 2,46             | 3 220 (2022)                      | 1 309              |
| Saint-Saturnin            | 16348      | Saturniniens                           | 13,38            | 1 273 (2022)                      | 95                 |
| Saint-Yrieix-sur-Charente | 16358      | Arédiens                               | 14,65            | 7 556 (2022)                      | 516                |
| Sers                      | 16368      | Sersois                                | 14,17            | 903 (2022)                        | 64                 |
| Sireuil                   | 16370      | Sireuillois                            | 10,01            | 1 166 (2022)                      | 116                |
| Soyaux                    | 16374      | Sojaldiciens                           | 12,76            | 10 057 (2022)                     | 788                |
| Torsac                    | 16382      | Torsacois                              | 28,55            | 724 (2022)                        | 25                 |
| Touvre                    | 16385      | Tolvériens                             | 9,06             | 1 146 (2022)                      | 126                |
| Trois-Palis               | 16388      | Tripaliciens                           | 4,22             | 940 (2022)                        | 223                |
| Vindelle                  | 16415      | Vindellois                             | 10,93            | 1 044 (2022)                      | 96                 |
| Vœuil-et-Giget            | 16418      | Vœuillois                              | 8,48             | 1 594 (2022)                      | 188                |
| Voulgézac                 | 16420      | Voulgézacais                           | 13,42            | 242 (2022)                        | 18                 |
| Vouzan                    | 16422      | Vouzanais                              | 16,27            | 822 (2022)                        | 51                 |

### Démographie

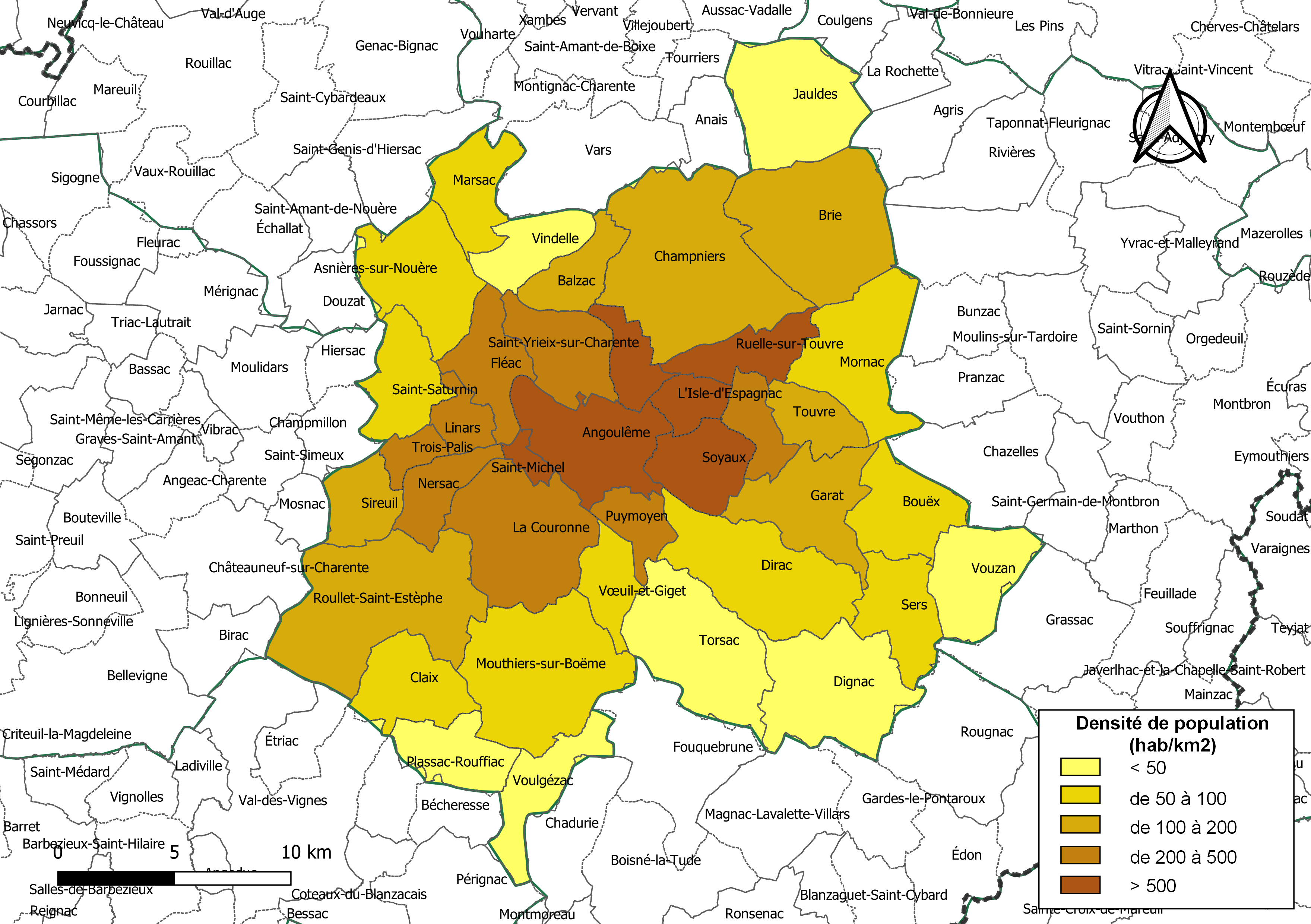
Carte des densités de population (millésimée 2016) des communes de l'intercommunalité GrandAngoulême. Composition en communes au 1er janvier 2019.

| 1968    | 1975    | 1982    | 1990    | 1999    | 2010    | 2015    | 2021    |
| ------- | ------- | ------- | ------- | ------- | ------- | ------- | ------- |
| 112 529 | 122 133 | 128 967 | 131 788 | 133 639 | 139 070 | 141 345 | 141 997 |

## Administration

### Siège
Le siège de la communauté d'agglomération est situé 25 boulevard Besson Bey, à Angoulême.

### Les élus
Le conseil communautaire de la communauté d'agglomération se compose de 75 conseillers, représentant chacune des communes membres et élus pour une durée de six ans.
Ils sont répartis comme suit :
| Nombre de conseillers | Communes                                                     |
| --------------------- | ------------------------------------------------------------ |
| 22                    | Angoulême                                                    |
| 4                     | La Couronne, Soyaux                                          |
| 3                     | Gond-Pontouvre, Ruelle-sur-Touvre, Saint-Yrieix-sur-Charente |
| 2                     | Brie, Champniers, L'Isle-d'Espagnac, Roullet-Saint-Estèphe   |
| 1 (+1 suppléant)      | les 28 autres communes                                       |

### Présidence
| Période      | Période      | Identité            | Étiquette | Qualité                        |
| ------------ | ------------ | ------------------- | --------- | ------------------------------ |
| janvier 2017 | juillet 2020 | Jean-François Dauré | PS        | Maire de La Couronne (2008 → ) |
| juillet 2020 | En cours     | Xavier Bonnefont    | HOR       | Maire d'Angoulême (2014 → )    |

### Régime fiscal et budget
Le régime fiscal de la communauté d'agglomération est la fiscalité professionnelle unique (FPU).